# Amor viajero
Amor viajero es una película del género comedia romántica costarricense de 2017, escrita y dirigida por Miguel Alejandro Gómez. El filme está protagonizada por la pareja Monserrat Montero Cole Gabriela) y Renzo Rímolo (Marco).

## Sinopsis
Relata la historia de dos jóvenes comprometidos que deciden hacer el viaje de sus sueños a Europa. Unas semanas antes de su vuelo, la pareja termina y se ven obligados a realizar su recorrido, aún con sus notables diferencias de tipo sentimental. Su viaje cambiará el curso de su relación.

## Producción
Amor Viajero se rodó en varias locaciones de San José, Costa Rica y especialmente en diversas ciudades de Europa: París, Londres, Barcelona, Brujas y la costa de Normandía.

## Reparto
- Monserrat Montero Cole - Gaby
- Renzo Rímolo - Marco
- Boris Alonso	- Boris Sosa
- Maria Gual - Maruja
- Jaime Castro
- Ricardo Cerdas
- Natalia Gutiérrez
- Álvaro Marenco
- Maria Jose Marín
- Anabelle Ulloa